# La Liberté (journal, 1848-1849)
Pour l’article homonyme, voir La Liberté (homonymie).
La Liberté est un journal français publié de 1848 à 1849 à Avignon (Vaucluse). Son premier numéro paraît le 10 mai 1848 puis est publié entre deux et cinq fois par semaine jusqu'à disparaitre le 18 juin 1849. Son fondateur et directeur est le flibustier et aventurier au Mexique Gaston de Raousset-Boulbon,.